# چارلی کریون
چارلی کریون (انگلیسی: Charlie Craven; ۲ دسامبر ۱۹۰۹ – ۳۰ مارس ۱۹۷۲) بازیکن فوتبال اهل بریتانیا بود.
از باشگاه‌هایی که در آن بازی کرده‌است می‌توان به باشگاه فوتبال بیرمنگام سیتی، باشگاه فوتبال تاموورث، باشگاه فوتبال گریمزبی تاون، و باشگاه فوتبال منچستر یونایتد اشاره کرد.